# Comité olympique et paralympique des États-Unis

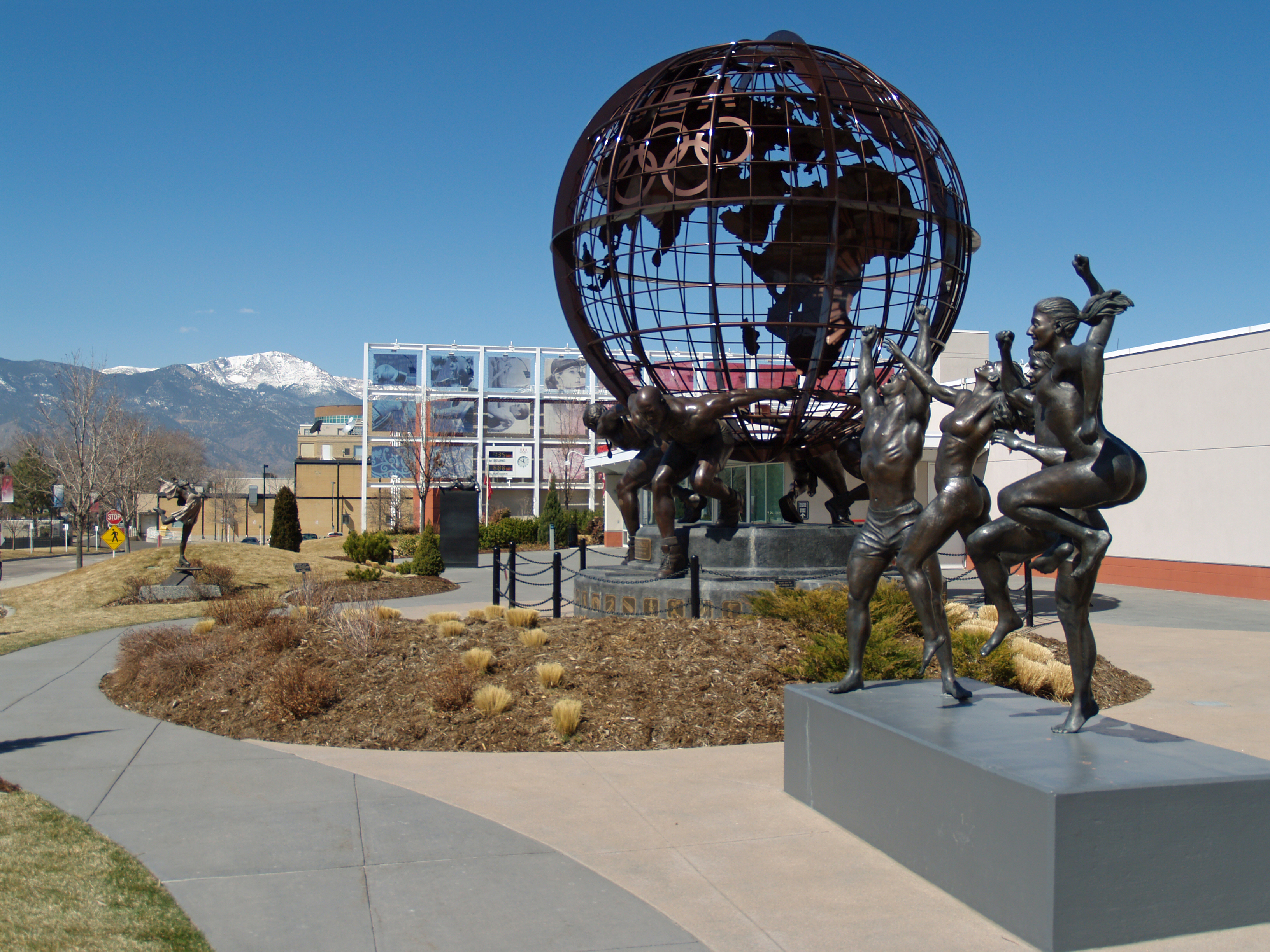
Le siège de l'USOPC à Colorado Springs.

Le Comité olympique et paralympique des États-Unis (en anglais : United States Olympic & Paralympic Committee, USOPC) est une association à but non lucratif représentant les États-Unis au Comité international olympique (CIO). Son siège est à Colorado Springs dans le Colorado. L'USOPC s'appelait initialement American Olympic Association, puis United States Olympic Association et plus tard United States Olympic Committee.
Tout le pays n'est pas représenté car presque tous les territoires non incorporés sauf les îles Mariannes du Nord sont dotés de leur propre CNO :
- île de Guam : Comité national olympique de Guam
- Samoa américaines : Comité national olympique des Samoa américaines
- Porto Rico : Comité olympique de Porto Rico
- Îles Vierges des États-Unis : Comité olympique des îles Vierges

## Histoire
En mars 2018, le président de l'USOC Scott Blackmun démissionne à la suite du scandale Nassar (viols de dizaines de jeunes filles au sein de la Fédération américaine de gymnastique). Scott Blackmun aurait été informé des agissements du docteur Larry Nassar dès 2015, sans intervenir.
Le 20 juin 2019, l'USOC a changé son nom en United States Olympic & Paralympic Committee. Il est devenu le premier comité olympique au monde à inclure le mot « paralympique » dans son nom.
Le 23 juillet 2025, Le Comité olympique américain exclut les femmes transgenres des compétitions féminines, pour être conforme au décret de Donald Trump.